# Stephen Ademolu
Stephen Ademolu, född 20 november 1982 i Windsor, Ontario, är en kanadensisk fotbollsspelare (anfallare) som spelar för Windsor Stars. Säsongen 2004 spelade Ademolu för Trelleborgs FF i allsvenskan, och 2005 i Superettan.